# Gare de Ben Rhydding
 (janvier 2020).
Si vous disposez d'ouvrages ou d'articles de référence ou si vous connaissez des sites web de qualité traitant du thème abordé ici, merci de compléter l'article en donnant les références utiles à sa vérifiabilité et en les liant à la section « Notes et références ».
La gare de Ben Rhydding est une gare ferroviaire du Royaume-Uni,  située dans la banlieue de Ben Rhydding dans le Ilkley, Yorkshire de l'Ouest en Angleterre.
Les services à partir de Ben Rhydding sont opérés par Northern Rail.